# Önkéntes műnyilvántartás
Az önkéntes műnyilvántartás a Szellemi Tulajdon Nemzeti Hivatala által irodalmi, tudományos vagy művészeti alkotásokról kérelemre vezetett nyilvántartás, amelyben szereplő adatokról a Hivatal tanúsítványt ad ki.
A tanúsítvány sem szerzői jogi, sem a szellemi alkotásra vonatkozó más jogi védelmet nem keletkeztet, csupán bizonyítási eszközként szolgál annak igazolására, hogy a kérelmező által a sajátjaként nyilvántartásba vett szerzői mű vagy kapcsolódó jogi teljesítmény a tanúsítvány kiállításának napján a tanúsítványhoz hozzáfűzött műpéldány szerinti tartalommal létezett. Mindez a szerző, illetve a kapcsolódó jogok jogosultja számára megkönnyíti szerzői (jogosulti) mivoltának bizonyítását.

## Az eljárás
Egy előre kitöltött kérelmet, valamint a mű egy eredeti, vagy másolati példányát leadni a Szellemi Tulajdon Nemzeti Hivatala ügyfélszolgálatánál avagy ezeket oda postai úton eljuttatni. A formanyomtatvány rögzíti a szerző(k) nevét és címét, képviselet esetén a képviselők nevét és címét (székhelyét), a nyilvántartásba venni kért mű címét, műfaját és hordozóját, továbbá (szükség esetén) a mű egyedi azonosítását segítő további adatokat.
A mű eredeti vagy másolati példányának  egy lezárt A4-es borítékban kell elférnie. Ha ez nem megoldható, úgy egy A4-es méretű hordozót kell annak biztosítani. Praktikus okokból érdemes a művet digitális adathordozón rögzíteni.

## A nyilvántartásba való felvétel díja
6750 Ft.